# NGC 3812
NGC 3812 este o galaxie eliptică situată în constelația Leul. A fost descoperită în 6 aprilie 1785 de către William Herschel. Se află la o distanță de 56,14 de megaparseci de Pământ.